# Kolda von Colditz

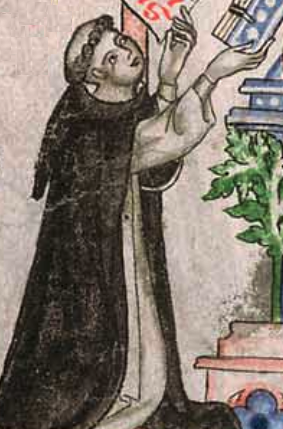
Kolda von Colditz widmet kniend sein Werk der Äbtissin Kunigunde

Kolda von Colditz (* 1265–75; † 1323–27) war ein böhmischer Dominikaner, Inquisitor und Schriftsteller.

## Leben
Kolda entstammte dem sächsischen Adelsgeschlecht Colditz. 
Vermutlich hielt er sich in seiner Jugend am Hof Wenzels II. auf und ging später nach Olmütz, wo er bis 1310 dem Bischof Johannes VI. von Waldstein diente. 1318 wurde er zum Inquisitor für Böhmen ernannt und 1319 mit der Leitung der Ordensprovinz Böhmen beauftragt. Auf Wunsch der Schwester Wenzels, der Äbtissin des Prager Georgsklosters Kunigunde und ihrer Vorschläge schrieb er 1312 das mystische Traktat „De strenuo milite“ (Vom tapferen Ritter) und 1314 „De mansionibus coelestibus“ (Von himmlischen Quartieren). Diese Werke aus dem Kunigundenpassional sind literarische Zeugen des Glaubens am Anfang des 14. Jahrhunderts und des Aufblühens des Marienkultes.